# Curtis Yebli
Curtis Yebli (ur. 30 marca 1997 w Évry, w regionie Île-de-France) – francuski piłkarz, grający na pozycji pomocnika. Obecnie gra w Ermisie Aradipu.

## Kariera piłkarska

### Kariera klubowa
Wychowanek AS Nancy. W 2014 rozpoczął karierę piłkarską w barwach drugiej drużyny Nancy. Latem następnego roku przeszedł do włoskiego FC Bari 1908, skąd w sezonie 2017/18 został wypożyczony do US Arezzo. 8 sierpnia 2018 jako wolny agent został piłkarzem Arsenału Kijów, w którym grał do końca roku. W lipcu 2019 został piłkarzem Ermisu Aradipu.